# Nyborg (Kalix)
Nyborg is een dorp binnen de Zweedse gemeente Kalix. Nyborg is tot 1875 bekend onder de naam Ytterbyn. Het gebied is bevolkt sinds de 14e eeuw. De echte groei maakt Nyborg (nieuwe burcht) door na 1875, als diverse bedrijven zich vestigen in de plaats. Nyborg heeft het altijd moeten hebben van de visvangst en houtindustrie; het is gelegen aan de monding van de visrijke Kalixälven en aan de Botnische Golf. Inmiddels is even ten noorden van Nyborg opnieuw een dorp verrezen met de naam Ytterbyn. Nyborg heeft als postgebied samen met Ytterbyn en Målson 1150 inwoners in een gebied van 2,9 km².
Nyborg komt binnen Zweden ongeveer 90 maal voor als aanduiding van plaats.
Bestuurscentrum: Kalix (tätort)
Tätort: Båtskärsnäs · Bredviken · Gammelgården · Karlsborg · Morjärv · Nyborg · Påläng · Risögrund · Rolfs · Sangis · Töre
Småort: Åkroken · Björkfors · Börjelsbyn · Granholmen · Innanbäcken · Innanlandet · Kälsjärv · Lappbäcken · Målson · Månsbyn · Ryssbält · Siknäs · Storön · Stråkanäs · Sören · Vallen · Vånafjärden
Overig: Björkvattnet · Bjumisträsk · Bondersbyn · Brattlandet · Empoberget · Forsbyn · Granån · Grubbnäsudden · Grytnäs · Hällfors · Holmträsk · Hömyrfors · Kamlunge · Klinten · Korpikå · Långfors · Lantjärv · Marieberg · Moån · Östanfjärden · Östra Flakaträsk · Östra Granträsk · Övermorjärv · Räktjärv · Rian · Småkvarn · Sockenträsk · Stora Lappträsk · Storsien · Tjäruträsk · Törböle · Törefors · Västannäs · Västra Flakaträsk · Vitvattnet ·